# Selecció escocesa de corfbol
La selecció escocesa de corfbol és dirigida per la Scottish Korfball Association (SKA) i representa Escòcia a les competicions internacionals de corfbol.
L'Associació Escocesa es va crear l'any 2006 i la seva afiliació a l'IKF es va fer efectiva amb el canvi d'any, després que l'Associació Britànica de Korfball es dividís en tres: Anglaterra, Escòcia i Gal·les. Va debutar l'any 2007 a l'European Bowl, aconseguint la quarta posició a la divisió oest. L'any 2010 va participar per primera vegada al Campionat d'Europa, aconseguint la quinzena posició.

## Història
| Campionat d'Europa |                       |               |               |
| Any                | Campionat             | Seu           | Classificació |
| 2010               | 4t Campionat d'Europa | Països Baixos | 15a plaça     |
| 2014               | 5è Campionat d'Europa | Portugal      | 11a plaça     |

| European Bowl |                  |           |                 |
| Any           | Campionat        | Seu       | Classificació   |
| 2007          | 2a European Bowl | Luxemburg | 4a plaça (Oest) |
| 2009          | 3a European Bowl | Luxemburg | 2a plaça (Oest) |

| Campionat de la Commonwealth |                           |                      |               |
| Any                          | Campionat                 | Seu                  | Classificació |
| 2006                         | 1r Campionat Commonwealth | Londres (Anglaterra) | 5a plaça      |